# Pete Yorn
Peter „Pete“ Yorn (* 27. Juli 1974 in Montville, New Jersey) ist ein US-amerikanischer Singer-Songwriter.

## Leben
Yorn wuchs als Sohn eines Zahnarztes und einer Lehrerin in New Jersey auf. Sein erstes Instrument war das Schlagzeug seines Bruders Rick Yorn; im Alter von zwölf Jahren begann er, Gitarre zu spielen.
Yorn schloss ein Studium an der Syracuse University ab, anschließend zog er nach Los Angeles, wo er von dem Filmproduzenten Bradley Thomas entdeckt wurde, was zur Folge hatte, dass Yorn die Lieder Strange Condition und Just Another im Jahr 2000 zum Soundtrack des Films Ich, beide & sie beitrug. Just Another wurde später außerdem in dem Film Banditen! und den Fernsehserien Dawson’s Creek, Felicity und Smallville verwendet.
2001 erschien Yorns Debütalbum Musicforthemorningafter bei Columbia Records. Das Album platzierte sich in den Billboard Charts, wo es bis auf Platz 111 kam, und erreichte im April 2002 Goldstatus in den USA. Für sein Zweitwerk Day I Forgot, das 2003 veröffentlicht wurde, arbeitete Yorn unter anderem mit Peter Buck und Josh Freese zusammen; in den amerikanischen Charts schaffte er es mit diesem Album bis auf Rang 18. Drei Jahre später erschien ein weiteres Studioalbum: Auf Nightcrawler sind unter anderem Dave Grohl und die Dixie-Chicks-Mitglieder Martie Maguire und Natalie Maines zu hören.
Im Jahr 2009 veröffentlichte Yorn zunächst das Album Back & Forth, das von dem Saddle-Creek-Produzenten Mike Mogis aufgenommen wurde. Im September des Jahres erschien außerdem Break Up, das Duette von Yorn mit der Schauspielerin Scarlett Johansson enthält.

## Einflüsse und Beziehung zu anderen Künstlern
Yorn ist auch für eine Vielzahl an Coverversionen verantwortlich: Für den Film Shrek 2 nahm er den Buzzcocks-Klassiker Ever Fallen in Love (With Someone You Shouldn’t’ve) auf, außerdem finden sich auf seinen Alben und verschiedenen Samplern Stücke von den Smiths, den Ramones, Elvis Presley, Bruce Springsteen und Warren Zevon. Auf Tour ging er unter anderem mit R.E.M., den Dixie Chicks, David Bowie, Sunny Day Real Estate, den Foo Fighters und Coldplay, als Vorbands bei seinen eigenen Konzerten fungierten unter anderem Phantom Planet und JJ72. The Vines nennen Yorn als Einfluss. Als eigene Einflüsse bezeichnet Yorn die Smiths, Velvet Underground, die Rolling Stones, die Stooges, Bob Dylan, die Beach Boys, Pavement und Guided by Voices.

## Diskografie

### Studioalben
- 2001: Musicforthemorningafter
- 2003: Day I Forgot
- 2006: Nightcrawler
- 2009: Back & Fourth
- 2009: Break Up (mit Scarlett Johansson)
- 2010: Pete Yorn
- 2016: ArrangingTime
- 2019: Caretakers
- 2021: Pete Yorn Sings The Classics

### Livealben
- 2001: Live at the Roxy
- 2004: Live from New Jersey

### EPs
- 2000: Sunset
- 2006: Westerns
- 2006: You & Me Acoustic: Live from...
- 2007: Live from SoHo (iTunes-exclusive)
- 2009: The Demos: Garage Sessions Vol. 1
- 2009: Paradise Cove
- 2018: Apart (mit Scarlett Johansson)